# Saint-Rémy-sur-Avre
Saint-Rémy-sur-Avre è un comune francese di 3 694 abitanti situato nel dipartimento dell'Eure-et-Loir nella regione del Centro-Valle della Loira.
Nel territorio del comune scorre il fiume Avre, affluente della Eure.

## Società

### Evoluzione demografica
Abitanti censiti